# Šejby

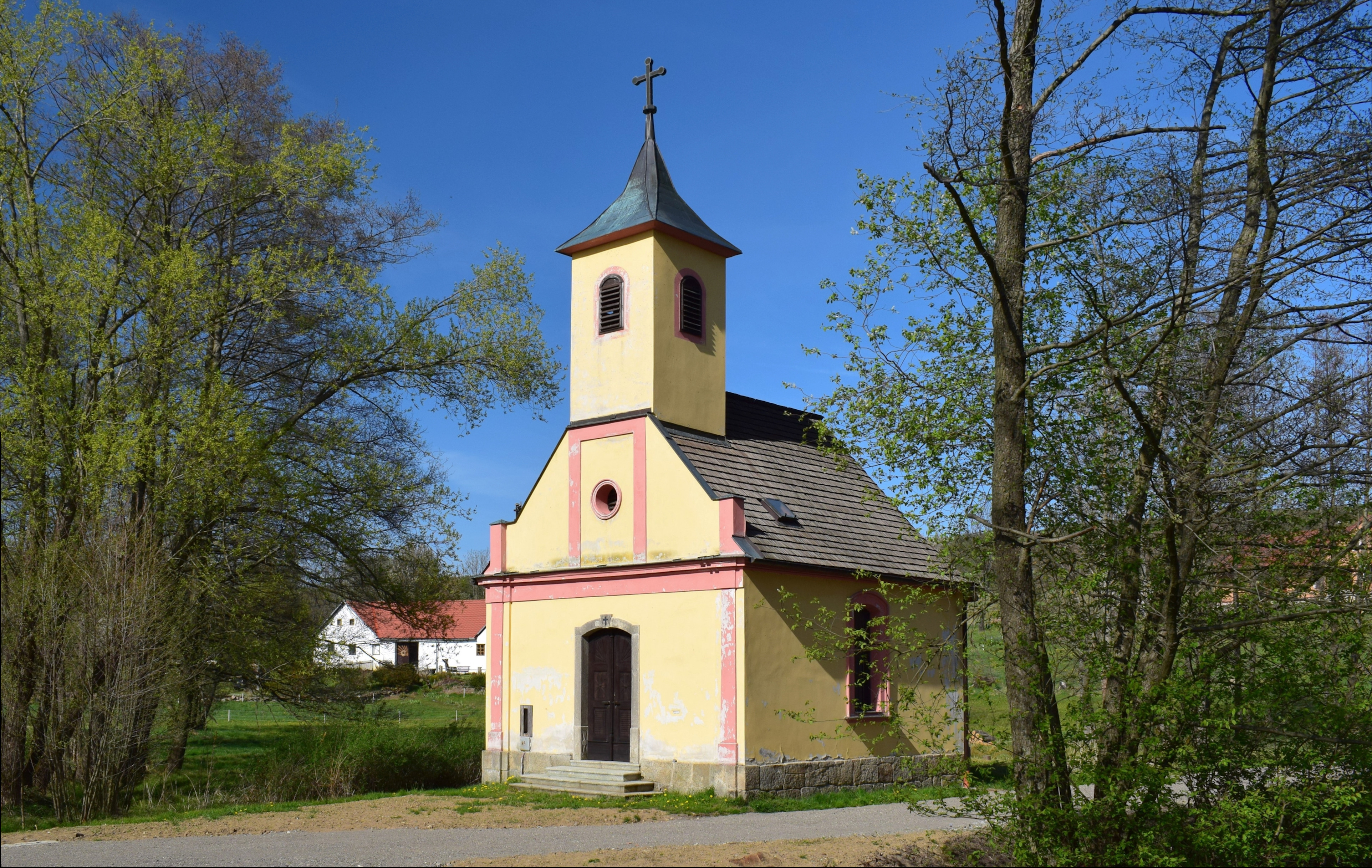
Kapelle

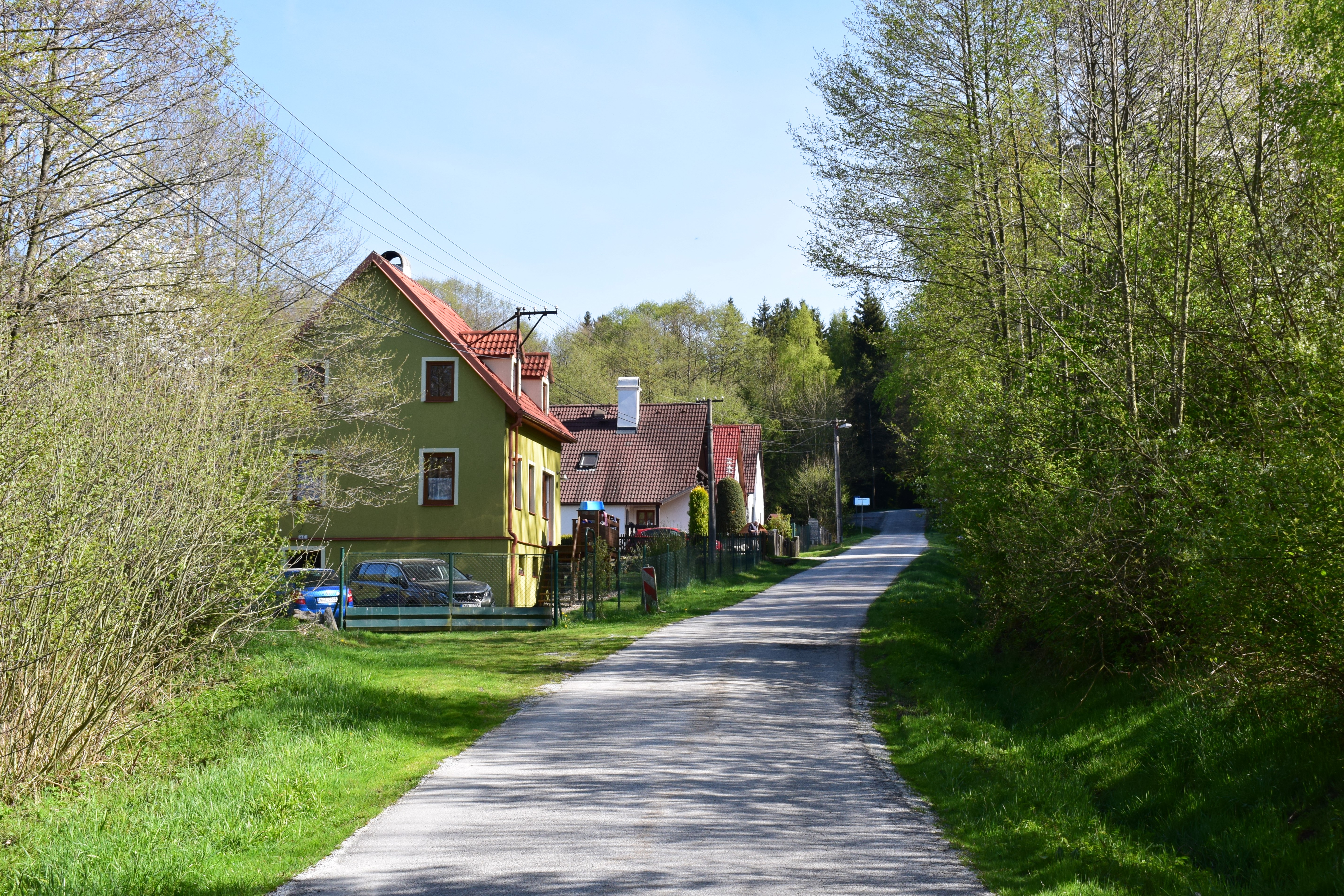
Dorfstraße

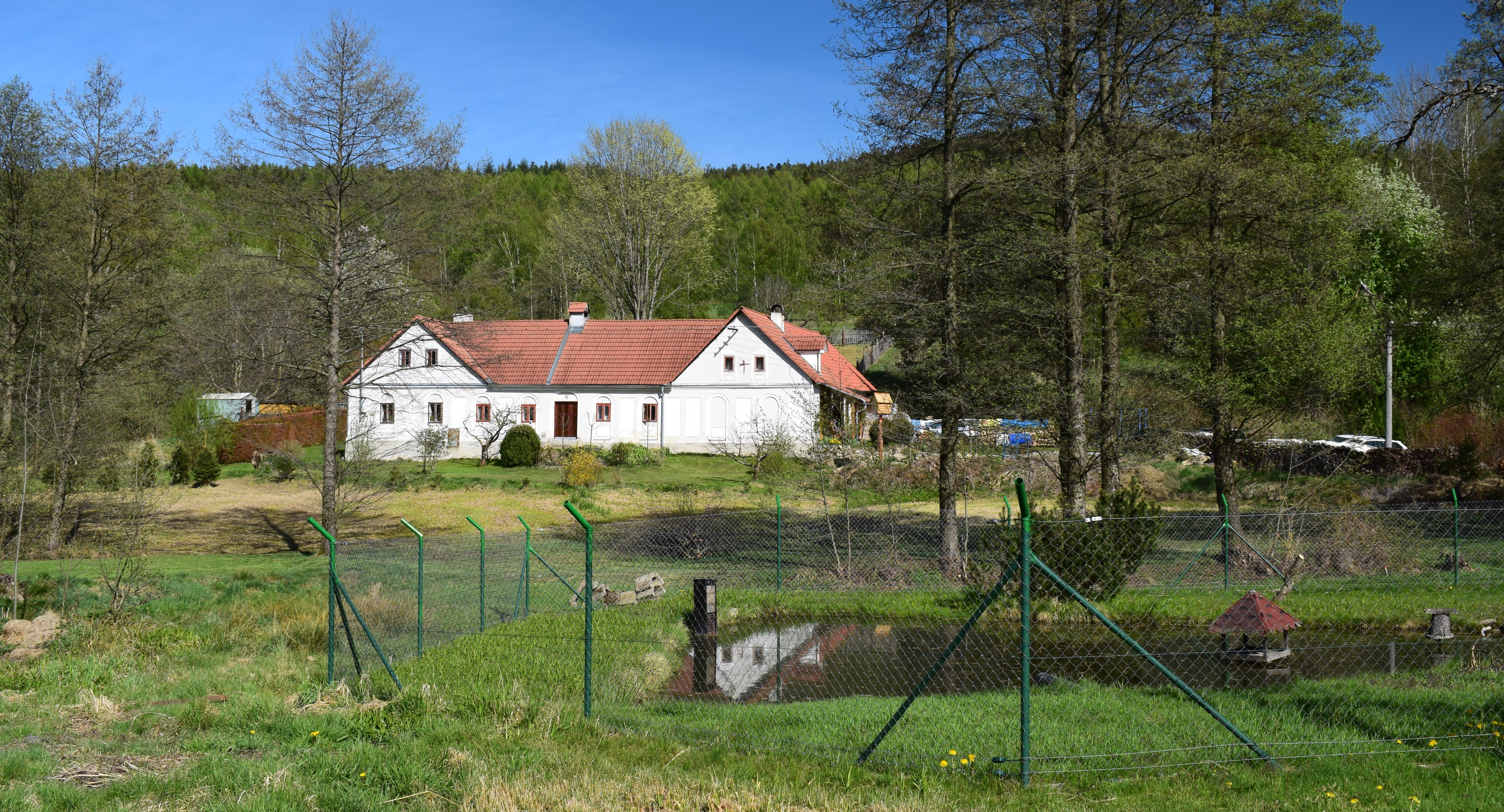
Gehöft Nr. 10

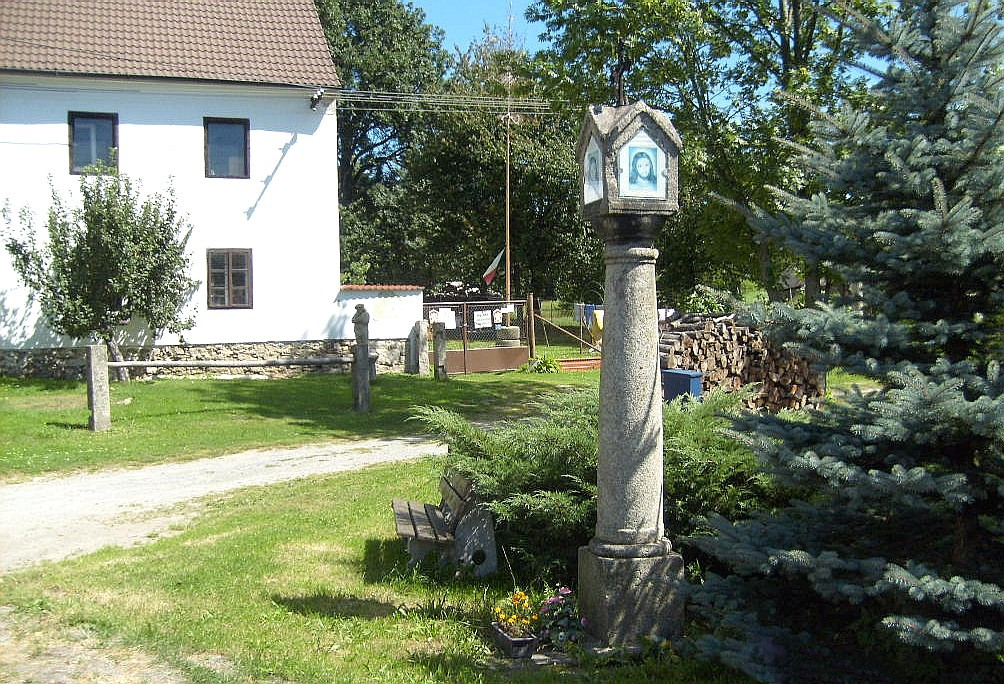
Bildstock

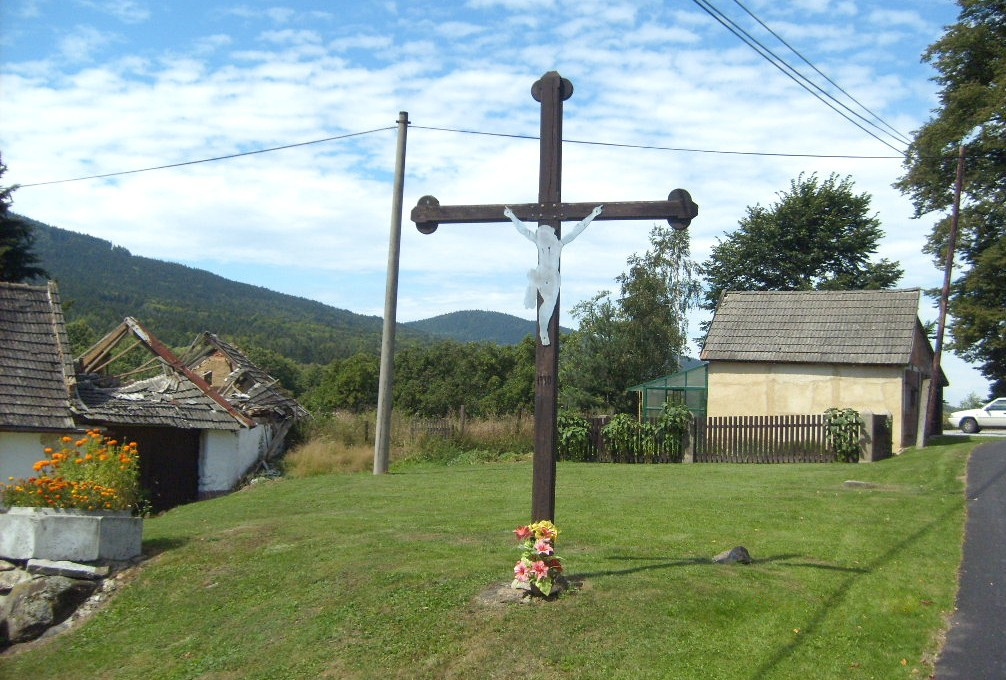
Holzkreuz

Šejby (deutsch Scheiben, volkstümlich Scheim) ist ein Ortsteil der Gemeinde Horní Stropnice (Strobnitz) im Okres České Budějovice in Tschechien. Das Dorf liegt sieben km südlich von Nové Hrady (Gratzen)  im Gratzener Bergland (Novohradské hory) an der österreichischen Grenze.

## Geographie
Das Hufendorf Šejby befindet sich in einem rechten Seitental der Stropnice (Strobnitz). Nördlich erhebt sich der Šejbský vrch (Strohvogel; 664 m n.m.), im Nordosten die Vyhlídka (Hansberg; 720 m n.m.), im Osten der Mandlstein (874 m ü. A.) und die Pfenniglüsse / Skalka (831 m ü. A.), im Südosten die Scheibnerleiten (812 m ü. A.), südlich der Fischerstein / Rybárky (822 m ü. A.), im Südwesten die Vysoká (Hochwald; 1034 m n.m.)  und nordwestlich der Světlík (Wilhelmsberg bzw. Binderberg; 678 m n.m.). Šejby liegt im Naturpark Novohradské hory.
Nachbarorte sind Vyhlídky (Egersee), die Wüstung Mýtiny (Kropfschlag) und Veveří (Piberschlag) im Norden, die Wüstung Jedlice (Göllitz) und Heinrichs bei Weitra im Nordosten, Schagges und Reinprechts im Osten, Harbach im Südosten, Lauterbach und Hirschenwies im Süden, die Wüstungen Lukov (Lugau) und Nové Hutě (Neuhütten) im Südwesten, Staré Hutě (Althütten) und Hojná Voda (Heilbrunn) im Westen sowie Paseky (Schlagles), Dobrá Voda (Brünnl) und Dlouhá Stropnice (Lang Strobnitz) im Nordwesten.

## Geschichte
Das Dorf wurde wahrscheinlich im 14. Jahrhundert im Zuge der Kolonisation der böhmischen Grenzwälder auf einem kreisförmigen Schlag (Scheibenschlag) angelegt. Die erste urkundliche Erwähnung erfolgte 1360, als ein gewisser Ojíř als Besitzer des Hofes in Seyben genannt wurde. Um 1390 wurde Chval, genannt Zestovec z Scheyby, als Besitzer des Hofes genannt, er wurde 1411 nochmals als Chwal de Scheib erwähnt. Im 15. Jahrhundert bestanden in Scheiben zwei Festen. Als Besitzer der einen ist seit 1437 Andreas Sokolik de Schayby, der auch 1448 und 1452 als Ondřej Sokolik von Dubá auf Ssayba nachweislich ist.  Am 1. Januar 1500 befreite Benedikt Vojtěch von Giwowitz auf Kubeschin sämtliche Untertanen in Scheiben gegen eine jährliche Martinigans vom Totenfall. Später erwarb die Ehefrau des Zacharias von Bohnitz, Agnes von Seeberg, das Gut Scheiben. Nach deren Tod veräußerte der Vormund ihrer Kinder, Ulrich Spaniowsky von Lischau, das Gut am 30. Juni 1533 für 700 Schock Prager Groschen an Jobst von Rosenberg, der es seiner Herrschaft Gratzen zuschlug. Weitere Namensformen waren Šajba (1522), Šejba (1539) und Sseby (1596). Als Jobst von Rosenberg 1539 vom Vladiken  Johann Milbach von Milbach das Gut Gedliczy (Göllitz) kaufte, behielt sich letzterer noch das lebenslange Nutzungsrecht an den Einkünften von seinem Gut vor; er wurde jedoch von Jobst dafür mit dem jährlichen Zins aus Scheiben in Höhe von 27 Schock 36 1/2 sowie einem Garten in der Krummauer Neustadt entschädigt. Den Meierhof ließ Jobst von Rosenberg auf und die beiden Festen verfielen. 1541 wurden bei der Eingabe zur Landtafel beide Festen als wüst bezeichnet. Die Mühle und Brettsäge wurden 1591 durch Peter Wok von Rosenberg eingezogen und später verpachtet. Peter Wok befreite das Dorf 1594 gänzlich von der Totenfälligkeit. Nach dem Tod des letzten Rosenbergers Peter Wok ging die Herrschaft 1611 an die Herren von Schwanberg über und wurde wegen deren Beteiligung am Ständeaufstand von 1618 konfisziert. Im Februar 1621 verlieh Ferdinand II. die Herrschaft Gratzen an seinen Feldherrn Charles Bonaventure de Longueval, Comte de Bucquoy, dessen Nachfahren den Besitz über mehr als drei Jahrhunderte hielten. Nach der Weihe der Wallfahrtskirche Maria Trost in Brünnl führte ab 1715 der Prozessionsweg aus dem Erzherzogtum Österreich durch Scheiben. 1751 verkaufte die Herrschaft Gratzen die Mühle emphyteutisch. Am 25. Oktober 1756 brach in Scheiben ein Großfeuer aus. Im Jahre 1788 bestand Scheiben aus 26 Häusern.
Im Jahre 1840 bestand das im Budweiser Kreis gelegene Dorf Scheiben aus 32 Häusern mit 191 Einwohnern. Im Ort gab es eine Schule (vermutlich eine Außenstelle der Strobnitzer Schule) und eine Mühle. Abseits lagen ein herrschaftliches Jägerhaus und an der Straße nach Weitra das Neue Wirthshaus. Scheiben war Sitz eines der 17 Gratzener Forstreviere; das dem oberen Forstbezirk zugeordnete Scheibener Revier bewirtschaftete eine Waldfläche von 810 Strich sechseinhalb Maßel. Pfarrort war Strobnitz. Bis zur Mitte des 19. Jahrhunderts blieb Scheiben der Fideikommissherrschaft Gratzen untertänig.
Nach der Aufhebung der Patrimonialherrschaften bildete Scheiben / Šejby ab 1850 einen Ortsteil der Gemeinde Langstrobnitz / Dlouhá Strobnice im Gerichtsbezirk Gratzen. 1858 wurden die Kinder aus Scheiben der Göllitzer Schulexpositur zugewiesen; der Göllitzer Lehrer unterrichtete abwechselnd in Scheiben und Göllitz. 1868 wurde das Dorf dem Bezirk Kaplitz zugeordnet. Im Jahre 1869 bestand Scheiben aus 35 Häusern und hatte 174 Einwohner. Der Bau des Schweizerhauses erfolgte 1869. Die Kapelle wurde 1882 gebaut. Im Jahre 1886 wurde ein neues Schulhaus in Scheiben errichtet. Zum 19. Juni 1893 löste sich Scheiben von Langstrobnitz los und bildete eine eigene Gemeinde. Im Jahre 1900 hatte Scheiben 219 Einwohner, 1910 waren es 229.
Nach dem Ersten Weltkrieg zerfiel der Vielvölkerstaat Österreich-Ungarn, die Gemeinde wurde 1918 Teil der neu gebildeten Tschechoslowakischen Republik. An der neuen Staatsgrenze zu Österreich wurde ein Zollhaus errichtet. Beim Zensus von 1921 lebten in den 36 Häusern der Gemeinde 222 Personen, darunter 204 Deutsche und acht Tschechen. 1930 lebten in den 39 Häusern von Scheiben 227 Personen. Nach dem Münchner Abkommen wurde Scheiben im Oktober 1938 dem Deutschen Reich zugeschlagen und gehörte bis 1945 zum Landkreis Kaplitz. Das Zollhaus wurde damit funktionslos. 1939 hatte die Gemeinde 225 Einwohner. Nach dem Ende des Zweiten Weltkrieges kam Šejby zur wiedererrichteten Tschechoslowakei zurück. Nach der am 25. März 1946 erfolgten Vertreibung aller 171 deutschen Bewohner wurde die Gemeinde mit Tschechen wiederbesiedelt. 1949 erfolgte die Aufhebung des Okres Kaplice und die Umgliederung der Gemeinde in den Okres Trhové Sviny. 1950 lebten in den 42 Häusern von Šejby 105 Personen. Mit der Errichtung des Eisernen Vorhangs wurde das Dorf zu Beginn der 1950er Jahre Teil der Grenzzone. Im Zuge der Gebietsreform von 1960 wurde Šejby nach Horní Stropnice eingemeindet und dem Okres České Budějovice zugeordnet. 1961 hatte Šejby 147 Einwohner, im Jahre 1970 waren es nur noch 47. Nach der Samtenen Revolution 1989 wurde der Grenzübergang nach Harbach für Fußgänger und Radfahrer wiedereröffnet; später wurde der Fahrweg auch für Kraftfahrzeuge bis 3,5 t freigegeben. Beim Zensus von 1991 lebten in den elf Häusern von Šejby 16 Personen. 2011 hatte der Ortsteil 18 Einwohner und bestand aus 16 Wohnhäusern.

## Ortsgliederung
Der Ortsteil Šejby bildet einen Katastralbezirk.

## Sehenswürdigkeiten
- Kapelle, errichtet 1882
- Bildstock
- Holzkreuz mit Corpus Christi
- Šejbská lípa, geschützte Linde
- Signálka, durch die Grenzwache entlang des Eisernen Vorhangs angelegter Kolonnenweg